# Росон
Росон (на испански: Rawson) е град в Южна Аржентина, административен център на провинция Чубут. Населението на града е 26 183 (2001).

## География
Росон се намира на 1500 км южно от столицата Буенос Айрес, на река Чубут, на 8 км. над устието на реката. На няколко километра от града е известният плаж Playa Unión.

## История
Градът е основан от уелски преселници на 15 септември 1865 г. Наречен е в чест на Гуилермо Росон (24 юни 1821 - 20 януари 1890) - министър на вътрешните работи на Аржентина. Първоначално се нарича Trerawson, което название понякога се използва и понастоящем. През 1957 г. градът става столица на провинция Чубут.

## Икономика
Градът е риболовен център и пристанище на мястото на вливането на река Чубут в Атлантическия океан.

## Култура
- Градски музей: притежава колекция с исторически предмети и фотогалерия.
- Музей Don Bosco посветен на историята на града.